# Кафенгауз, Юрий Бернгардович
Юрий Бернгардович Кафенгауз (28 декабря 1929 —  26 января 2008) —  советский и  российский художник-монументалист, автор произведений монументально-декоративного искусства для общественных зданий в городах России и Туркменистана (металл, мозаика, рельеф с мозаикой), создал ряд произведений станковой живописи, занимался графикой, экспериментировал с различными техниками (энкаустика, эпоксидные смолы, горячие эмали). 

## Биография

### Детство
Юрий Кафенгауз родился в Москве в семье известного советского историка Бернгарда Борисовича Кафенгауза (1894—1969)  и его жены художницы Тамары Андреевны Кафенгауз (1893—1969), урождённой Прудковской. Юрий рос в окружении книг и картин, в доме, где рисовали все. Родной сестрой матери была знаменитая представительница русского авангарда Надежда Андреевна Удальцова (1886—1961), в 1944 году она стала для племянника первым учителем живописи.

### Годы учёбы
В 1948 году Юрий Кафенгауз поступил и в 1955 году оканчил отделение монументально-декоративного искусства МВХПУ (б. Строгановское). Здесь Юрий Кафенгауз занимался в мастерской одного из ведущих монументалистов того времени Василия Бордиченко (1897—1982), а его учителями стали — известные советские художники Василий Комардёнков (1897—1973), Сергей Герасимов (1885—1964) и Дмитрий Домогацкий (1910—1982).
Стремясь получить широкое образование, одновременно с обучением в Строгановке Ю. Кафенгауз поступил и три года проучился на заочном искусствоведческом отделении филологического факультета МГУ.
Живописная работа «Кореянка» (1954), выполненная в студенческие годы в технике «энкаустика», экспонировалась на первой «Выставке произведений молодых художников Москвы и Московской области» (1954), на «Всесоюзной художественной выставке» в Третьяковской галерее (1954), на Международной выставке искусства социалистических стран в Варшаве (1955) и на Всемирной выставке «Пятьдесят лет современного искусства» в Брюсселе (1958):125.
Дипломная работа – многофигурная композиция «Восстание декабристов на Сенатской площади в 1825 году» для одного из залов Исторического музея была признана одной из лучших на курсе :15-17.

### Этапы творческого пути

#### Начало
В 1955 году молодой художник, выпускник Строгановского училища, получил госзаказ от Министерства культуры СССР на написание монументальной многофигурной композиции «Восстание декабристов на Сенатской площади в 1825 году», работа над которой продолжалась до 1961 года .
В 1956 году, спустя год после окончания училища, Юрий Кафенгауз стал членом Союза Художников СССР (Московский Союз Художников, МСХ).
В начале 1960-х годов Ю. Кафенгауз создаёт картины «Заснеженный московский дворик» (1960), «Дочь Бэла» (1960), «Крыши Старого Арбата» (1961), портреты отца и матери: «Отец» (1960-е), «Мать» (1960-е), «Портрет доктора исторических наук Б. Б. Кафенгауза» (1961) ; участвует во Всесоюзном открытом конкурсе на лучший проект монумента «Героям целины» (1962) со своим проектом-аллегорией «Солнце в руке»   ; занимается книжной графикой  и пробует преподавать живопись в детской художественной школе.

#### Создание основных монументальных работ
В 1962 году Юрий Кафенгауз поступает на работу в только что созданный при Московском Союзе Художников Комбинат Декоративно-Оформительского Искусства (КДОИ) . В дальнейшем при посредничестве КДОИ художник выполнил серию крупных монументальных проектов:
В 1965 году — «Декоративная карта железных дорог СССР и Европы» (железо, медь) в интерьере Центральных железнодорожных касс гостиницы «Метрополь» в Москве. Работа отмечена дипломом Московского отделения художественного фонда РСФСР:124 и просуществовала до реконструкции гостиницы «Метрополь» (1986 – 1991).
В 1967 году — «Спортивная победа» (рельеф, мозаика) в интерьере спортивного зала Дворца пионеров в городе Воркута (Коми). В этой работе Ю. Кафенгауз впервые в СССР применил сочетание рельефа с мозаикой .
В 1969 году создаёт эскизы мозаик для оформления внутренней стены фойе Цирка на проспекте Вернадского. Работа не была воплощена в жизнь — для зрительного расширения пространства фойе его внутреннюю стену в итоге покрыли зеркалом.
В 1970 году — пандус Монумента в честь открытия алмазного месторождения на въезде в город Мирный (рельеф, мозаика), Республика Саха-Якутия.
В 1974 году — мозаичное панно «Весна Туркмении» на здании Дворца культуры строителей Каракумского канала в городе Мары (мозаика; Туркменистан)., а в 1975 году — мозаика в интерьере детского комплекса того же Дворца :49.
Монумент первооткрывателям алмазных месторождений в Мирном (художник Ю. Б. Кафенгауз, архитектор Е. П. Ермолаев) и Дворец культуры Каракумгидростроя в городе Мары (архитектор Г. С. Ушаев, мозаика «Весна Туркмении» на торце здания художника Ю. Б. Кафенгауза) получили высокую оценку искусствоведов , фотографии этих работ многократно публиковались в прессе , обе работы вошли в число лучших монументальных композиций своего времени  и занимают заслуженное место в фундаментальном труде В. П. Толстого – альбоме «Монументальное искусство СССР» (1978) .
В период 1965—1975 годы параллельно с монументальными проектами художник создаёт картины «Обнажённая» (1966), «Коктебель» (1968), «Портрет жены» (1970); серию цветных графических «Ню» (1972); диптихи «Там, где находят алмазы» (1967) и «О войне и о мире» (1969); триптих «Музыканты» (1970-е) и др. .

#### Увлечение горячими эмалями
В 1975 году по приглашению венгерских художников-эмальеров Ю. Кафенгауз отправляется в Кечкемет (Венгрия) для освоения техники горячих эмалей . По возвращении в Москву художник обосновывается на московском заводе «Эмаль-посуда» в Текстильщиках, где на основе дулевских ювелирных эмалей создаёт собственную эмалевую палитру красок с целью использования её для монументальных работ, а также серию крупных эмалевых картин .
В 1987 году Юрий Кафенгауз переносит инфаркт и в дальнейшем вынужден отказаться от выполнения монументальных работ.

#### Звенигородский период
В 1990-е годы художник восстанавливается после инфаркта в дачном посёлке Мозжинка под Звенигородом, где всецело посвящает себя станковой живописи: пишет пейзажи и многочисленные натюрморты с цветами, создаёт звенигородские триптихи: «Звенигородские сосны» (1991):96-97, «Земля Звенигородская» (1991) :94-95, «Берёзка» (1992):100-101, «Осень в Мозжинке» (1995):114-115, «Другой берег» (1991-1996).
В 1994 году в ответ на события в стране пишет картину «Чёрная полоса» (1994):25.

#### Поздний период творчества
В 2000-е годы работает в мастерской на проспекте Вернадского над живописными композициями из трёх, пяти и более полотен. Среди них: «Спорт. Дальше, выше, быстрее» (2004) по мотивам собственной Воркутинской монументальной работы «Спортивная победа» (1967):125 и триптих «Победа и мечты о мире» (2004) по теме Чеченской войны:120-121.
Персональная выставка Юрия Кафенгауза состоялась в 2004 году в выставочном зале Московского отделения Союза художников (МОСХ) на Кузнецком мосту, 20  и подвела итоги профессиональной деятельности художника за 50 творческих лет.
Последняя работа – философская живописная композиция из семи картин «Адам и Ева» (2008) :122-123.
Юрий Кафенгауз скончался 26 января 2008 года в мастерской за работой, похоронен в семейной могиле на Новодевичьем кладбище в Москве.

### Дипломы
- 1965 Московского отделения художественного фонда РСФСР «За создание декоративной карты для Центральных железнодорожных касс»[1]:124.
- 1967 Организационного комитета выставки «Художники Москвы — 50-летию октября»[1]:124.
- 1970 Союза художников РСФСР «За лучшую работу года — Монумент в честь открытия алмазного месторождения в г. Мирный»[1]:124.
- 2005 Секции монументально-декоративного искусства МСХ «Участнику выставки, посвящённой 60-летию Победы в Великой Отечественной войне»[1]:124.

## Семья
- Отец — Бернгард Борисович Кафенгауз (1894—1969) — доктор исторических наук, профессор.
- Мать — Тамара Андреевна Кафенгауз (1893—1969), урождённая Прудковская, художница, младшая сестра художницы Надежды Андреевны Удальцовой (1886—1961) [6][47].
- Жена — Лилиана Иоганнес-Эдуардовна Бреверн (10 июля 1929—26 августа 2023) — переводчик португальской и бразильской художественной литературы, член Союза писателей России с 1988 года[48][49][50].
  - Дочь — Бэла Юрьевна Кафенгауз (род. 1953) — биолог-физиолог, кандидат биологических наук [1][49], замужем за Александром Борисовичем Цетлиным, зоологом, доктор биологических наук. У них две дочери (внучки Ю. Б. Кафенгауза) — Софья (род. 1984) и Вера (род. 1986)[49].

## Творческое наследие
Четыре из пяти крупных монументальных композиций Юрия Кафенгауза сохранились до наших дней. В 2017 году «Спортивная победа» вместе с Дворцом творчества детей и молодежи в Воркуте отметила своё 50-летие.
«Монумент в честь первооткрывателей алмазного месторождения в Якутии» (художник Ю. Б. Кафенгауз, архитектор Е. П. Ермолаев) не только стал символом города Мирный и любимым местом отдыха горожан, но вошёл в список памятников республиканского значения и находится под охраной государства . В 2018 году Монумент и площадка вокруг него были полностью отреставрированы 
Мозаичное панно «Весна Туркмении» по-прежнему украшает здание Дворца культуры в городе Мары (Туркменистан), только теперь этот Дворец культуры называется «Маргиана». Хотя нам не удалось найти в интернете современных фотографий интерьеров Дворца культуры «Маргиана», можно думать, что сохранилось не только наружное, но и внутреннее оформление здания, выполненное московскими художниками-монументалистами в 1975.
В 2009 году к первой годовщине смерти Юрия Кафенгауза вышел в свет альбом «Юрий Кафенгауз. Живопись. Графика. Эмали. Монументальное искусство». Издание подготовлено семьёй художника и представляет собой наиболее полный каталог его произведений, начиная с первых шагов профессиональной деятельности и до последних дней жизни.
В Москве прошли 7 выставок творческого наследия художника.
1. В 2009 году — в залах МОСХ (Старосадский пер., д. 5)[57][58][59].
2. В 2010 году — в Библиотеке-читальне им. С. И. Тургенева[60][61].
3. В 2010 году — в Московской городской Думе[62]; обе выставки посвящены 80-летию со дня рождения художника.
4. В 2011 году — во Всероссийской государственной библиотеке иностранной литературы им. М. И. Рудомино[63][64]
5. В 2016 году — в Государственном институте искусствознания[65][66][67][68].
6. В 2017 году — в Еврейском культурном центре им. Р. Гольдмана на Никитской [69][70][71].
7. В 2025 году — к 100-летию со дня рождения художника в «Галерее на Чистых прудах»[72].

Почти 50 монументальных, живописных, графически и эмалевых работ Ю. Кафенгауза представлено в «галерее художника» на сайте Московского союза художников.
Картина «Восстание декабристов на Сенатской площади в 1825 году» (1961; холст, масло, 320 х 145) хранится в Архивно-художественном фонде ГВМЦ РОСИЗО.
В 1954 году работа «Кореянка» (1954, энкаустика, 88 х 64) куплена Министерством культуры СССР и в 1956 году направлена в Северо-Осетинский государственный художественный музей имени М. С. Туганова во Владикавказе, где и находится по настоящее время.
В 2014 году Бэла Юрьевна Кафенгауз подарила ФГБУК «Государственный Бородинский военно-исторический музей-заповедник» (в состав которого входит Дом-музей художника С. B. Герасимова)три работы своего отца: триптих «Другой берег» (1991-1996), эмалевую картину «Фигура» (1977) и два графических портрета Н.А. Удальцовой (1960), тем самым поддержав идею создания коллекции работ учеников Сергея Герасимова в этом музейном комплексе.
Произведения Юрия Кафенгауза находятся так же в Музее эмали (г. Кечкемет, Венгрия), а также в частных собраниях в Великобритании, США, Испании, Франции, России и в семье художника :124.